# Isla Afelpada del Norte
La isla Afelpada del Norte (en inglés: North Fur Island) es una isla del noroeste del archipiélago de las Malvinas, que forma parte del grupo de las islas Las Llaves. Se encuentra al este de la isla Chata, al noreste de la isla Pan de Azúcar y al norte del Arrecife Esperanza, próximo a las rocas Foca.
Según la Organización de las Naciones Unidas es un territorio no autónomo cuya potencia administrante es el Reino Unido, como territorio británico de ultramar de las Islas Malvinas, y cuya soberanía es reclamada por Argentina como parte del Departamento Islas del Atlántico Sur de la Provincia de Tierra del Fuego, Antártida e Islas del Atlántico Sur.
El extremo oriental de este accidente geográfico es uno de los puntos que determinan las líneas de base de la República Argentina, a partir de las cuales se miden los espacios marítimos que rodean al archipiélago.